# روث مور
روث مور (بالإنجليزية: Ruth Moore)‏ (1903 - 1989)؛ كاتِبة، شاعرة وروائية أمريكية.